# 丸山昭二郎
丸山 昭二郎（まるやま しょうじろう、1927年12月14日 - ）は、日本の図書館情報学者。
東京出身。1951年文部省図書館職員養成所卒業、南山大学図書館勤務、1953年国立国会図書館司書、収集整理部外国図書課長、84年参考書誌部司書監、86年図書館協力部司書監、同図書館研究所長、1989年鶴見大学教授。98年退任。

## 著書
- 『DDCの成立とその第20版の意義 日本の栄誉をえた米国人 : 図書館人6人の叙勲』紀伊国屋書店、1989年。
- 『情報と図書館』丸善、1994年。

### 編共著
- 『洋書目録のつくり方』（日本図書館協会 編）日本図書館協会〈図書館の仕事11〉、1967年。
- 『洋書目録マニュアル』（井上哲也共編）日本図書館協会、1970年。
- 『目録法と書誌情報』雄山閣出版〈日本図書館学講座3〉、1975年。
- 『新・目録法と書誌情報』雄山閣出版、1987年。
- 『情報社会の図書館』（丸山泰通、堂前幸子、成田憲彦 共著）丸善、1982年。
- 『新・図書館学ハンドブック』（岩猿敏生、長澤雅男 共編）雄山閣出版、1984年。
- 『図書分類の記号変換 DDC,LCC,NDC』（丸山泰通 共編）丸善、1984年。doi:10.11501/12234859。
- 『主題組織法概論 情報社会の分類/件名』（岡田靖、渋谷嘉彦 共著）紀伊国屋書店、1986年。
- 『洋書目録法入門 つくり方編』日本図書館協会〈図書館員選書6〉、1986年。
  - 『洋書目録法入門 つくり方編』（改訂版）日本図書館協会〈図書館員選書6〉、1986年。
- 『洋書目録法入門 マニュアル編』日本図書館協会〈図書館員選書7〉、1988年。
- 『情報アクセスのすべて』岸美雪、柳与志夫、松井博共編 日本図書館協会 1989
- 『講座図書館の理論と実際 第4巻 主題情報へのアプローチ』雄山閣出版、1990年。
- 『講座図書館の理論と実際 第3巻 目録法と書誌情報』雄山閣出版、1993年。

### 監修
- 『お茶の水図書館蔵成簣堂文庫洋書目録』お茶の水図書館、1986年8月。

### 翻訳
- 『議会図書館記述目録規則 増訂版』（アメリカ合衆国議会図書館記述目録課編、大内直之、河嶋慎一共訳）日本図書館協会、1961年。
- 『ALA目録カード配列規則 第2版』（アメリカ図書館協会 編、井上哲也 共訳）日本図書館協会、1973年。
- 『英米目録規則補遺 北米版 修正および改訂・増補事項』（大内直之 他 共訳）日本図書館協会、1977年。
- 『LA図書館情報学辞典』（Heartsill Young 編、坂本博、高鷲忠美 共監訳）丸善、1988年。
- 『英米目録規則 第2版日本語版』（米国図書館協会ほか制定、Michael Gorman, Paul W.Winkler 共編、丸山 他 共訳）日本図書館協会、1982年。
  - 『英米目録規則 第2版日本語版』（米国図書館協会ほか制定 マイケル・ゴーマン, パウル・ヴァルター・ヴィンクラー編、丸山 他 共訳）日本図書館協会、1995年。
- 『英米目録規則 第2版日本語版 修正事項』（AACR改訂のための合同運営委員会、丸山 他 共訳）日本図書館協会、1983年。